# Come volevasi dimostrare
Come volevasi dimostrare è una polirematica che viene posta abitualmente al termine di una dimostrazione matematica, per segnalare che la validità di un teorema, o più generalmente di una opinione, è stata definitivamente dimostrata. Normalmente espressa con la sigla c.v.d. o CVD, è anche divenuta un modo di dire della lingua italiana.
Altra forma meno diffusa è come dovevasi dimostrare (c.d.d.), traduzione letterale dell'espressione latina analoga.

## Origine e varianti

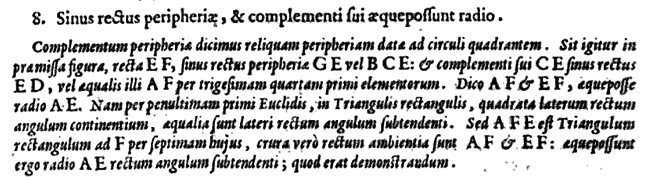
Uso di «quod erat demonstrandum» da parte di Philippe van Lansberge nel 1604

«Come volevasi dimostrare» è la versione italiana più diffusa dell'espressione latina «quod erat demonstrandum» (abbreviata in Q.E.D.), che è diffusa internazionalmente. Quest'ultima è a sua volta derivata dalla locuzione greca ὅπερ ἔδει δεῖξαι (hóper édei déixai), utilizzata, tra gli altri, da Euclide e Archimede. Il significato di entrambe le espressioni sarebbe propriamente "Quanto c'era da dimostrare".
La sopravvivenza di questa espressione (o dei suoi equivalenti qui citati) nella quasi totalità della letteratura matematica, dall'antichità fino a oggi, non è dovuta a puro amore per la tradizione. Infatti in un testo di matematica è essenziale, per la piena comprensibilità dei nessi logici, che l'enunciato di una proposizione e la dimostrazione della medesima siano separati fra loro e dal contesto (più o meno discorsivo) in cui il teorema è inserito. Per questa ragione gli enunciati dei teoremi sono introdotti dall'indicazione "teorema" o "proposizione" (ovvero, nei casi appropriati, "lemma" o "corollario") e spesso scritti in carattere diverso (ad esempio corsivo); la dimostrazione è introdotta dalla parola "dimostrazione" e conclusa dall'espressione «quod erat demonstrandum» o da una locuzione o simbolo equivalente. In questo modo il lettore può isolare agevolmente e senza incertezze la dimostrazione di ciascuna proposizione.
Nel periodo fascista vi furono degli interventi di riforma della lingua italiana, tra questi il tentativo di imporre la dicitura: "Come dovevasi dimostrare", che divenne prevalente. Tale variazione, però, cadde progressivamente in disuso dopo la guerra.

## Modo di dire
La diffusione di "come volevasi dimostrare" nella pratica scolastica ha determinato il suo successo nell'italiano parlato, e nel lessico giornalistico, dove l'espressione viene usata in senso parodico, per sottolineare ironicamente, a posteriori, la prevedibilità di un determinato fatto o la veridicità di un'affermazione cui altri non volevano credere.

## Particolarità grammaticali
La presenza di "volevasi" in luogo della forma normale "si voleva" è un preziosismo che identifica immediatamente la frase come non colloquiale. Chi l'adopera fa perciò implicitamente riferimento a un gergo specialistico, che viene a seconda dei casi evocato in senso parodico, oppure come prova indiretta della propria cultura e della propria esperienza.
In generale, l'uso del pronome passivante "si" saldato come suffisso all'imperfetto indicativo si può trovare ancora nello scritto in questa forma quasi arcaica e certamente molto formale; per esempio:
- Trattasi di un caso comune.
- Recatasi a casa del giovane.
- Trovatosi con le spalle al muro, decise di...

Ha avuto inoltre un particolare successo nel gergo creato per gli annunci economici sui quotidiani, in cui risultava conveniente minimizzare il numero di parole, in base al quale veniva calcolato il costo dell'inserzione. Così:
- Affittasi appartamento.
- Cercasi plurireferenziato automunito.
- Cedesi avviata attività.

Quest'ultimo uso è rimasto nella pratica commerciale, anche in quei contesti dove il numero di parole non è rilevante.

## In altre lingue
| Lingua      | Abbreviazione            | Sta per                                                                                             |
| ----------- | ------------------------ | --------------------------------------------------------------------------------------------------- |
| Afrikaans   | W.B.M.W.                 | Wat bewys moes word                                                                                 |
| Albanese    | Ç.D.V                    | Çfarë deshëm të vërtetojmë                                                                          |
| Armeno      | Ի.Է.Պ.Ա.                 | Ինչ էլ պահանջվում եր ապացուցել                                                                      |
| Catalano    | C.V.D.                   | Com volíem demostrar                                                                                |
| Ceco        | C.B.D.                   | což bylo dokázáno                                                                                   |
| Ebraico     | מ.ש.ל‎                    | מה שצריך להוכיח‎                                                                                     |
| Esperanto   | k.e.d.                   | kio estis demonstrenda                                                                              |
| Esperanto   | k.e.p                    | kio estis pruvenda                                                                                  |
| Estone      | m.o.t.t.                 | mida oligi tarvis tõestada                                                                          |
| Finlandese  | M.O.T.                   | mikä oli todistettava                                                                               |
| Francese    | C.Q.F.D.                 | ce qu'il fallait démontrer                                                                          |
| Georgiano   | რ.დ.გ                    | რისი დამტკიცებაც გვინდოდა                                                                           |
| Greco       | ο.ε.δ.                   | ὅπερ ἔδει δεῖξαι                                                                                    |
| Islandese   | þ.s.s.á.                 | það sem sanna átti                                                                                  |
| Latino      | Q.E.D                    | quod erat demonstrandum                                                                             |
| Lettone     | k.b.j.                   | kas arī bija jāpierāda                                                                              |
| Olandese    | W.T.B.W.                 | Wat te bewijzen was                                                                                 |
| Polacco     | C.B.D.O. C.B.D.U. C.N.D. | co było do okazania co było do udowodnienia co należało dowieść                                     |
| Portoghese  | C.Q.D.                   | conforme queríamos demonstrar                                                                       |
| Romeno      | C.C.T.D.                 | ceea ce trebuia demonstrat                                                                          |
| Russo       | ч.т.д.                   | что и требовалось доказать                                                                          |
| Sardo       | S.C.C.C.                 | Su Chi Cherimis Cumprobare                                                                          |
| Slovacco    | Č.B.T.D.                 | čo bolo treba dokázať                                                                               |
| Spagnolo    | Q.E.D. C.Q.D L.Q.Q.D     | queda entonces demostrado queda esto demostrado como queríamos demostrar lo que queríamos demostrar |
| Svedese     | VSB VSV                  | vilket skulle bevisas vilket skulle visas                                                           |
| Tedesco     | W.Z.B.W.                 | was zu beweisen war                                                                                 |
| Thailandese | ซ.ต.พ.                   | ซึ่งต้องพิสูจน์                                                                                           |
| Ucraino     | т.щ.п.б.д.               | те, що потрібно було довести                                                                        |
| Vietnamita  | ĐPCM                     | điều phải chứng minh                                                                                |

Queste locuzioni sono usate da tempo e in genere non vengono sostituite dalle sole lettere non seguite dal punto, come si usa invece per gli acronimi di introduzione più recente. Ad esempio quantum electrodynamics si abbrevia con le sole tre lettere QED.

## Uso di simboli
Più recentemente si sono usati con frequenza crescente simboli tipografici particolari: 
- ■ codificato &#9632 e come U+25A0 nell'ambito di Unicode; esso viene detto anche "tombstone" o "Halmos" da Paul Halmos primo matematico autorevole ad adottare questi simboli
- ∎ codificato come &#8718 e come U+220E nell'ambito di Unicode che gli dà il nome "End of proof"
- □ codificato come &#9633 e come U+25A1 nell'ambito di Unicode.
- il triangolo ‣ codificato come &#8227 e come U+2023 nell'ambito di Unicode[2][3][4]